# Фаняно Алто
Фаня̀но А̀лто (на италиански: Fagnano Alto) е община в Южна Италия, провинция Акуила, регион Абруцо. Разположено е на 665 m надморска височина. Населението на общината е 446 души (към 2010 г.).
Административен център на общината е село Валекупа (Vallecupa).